# JPN (album)
Pour les articles homonymes, voir JPN.
Albums de Perfume
⊿
(2009) Perfume Global Compilation “LOVE THE WORLD”
(2012)
Singles
JPN est le 4e album régulier du groupe de J-pop Perfume, sorti en 2011.

## Présentation
L'album sort le 30 novembre 2011 au Japon sur le label Tokuma Japan Communications, et est écrit et produit par Yasutaka Nakata.
Il se classe 1er à l'oricon, se vendant à plus de 300 000 copies.
Il contient cinq titres sortis précédemment en singles.

## Membres
- Yuka Kashino (樫野有香?)
- Ayaka Nishiwaki (西脇綾香?)
- Ayano Ōmoto (大本彩乃?)

## Liste des titres
Toutes les chansons sont écrites et composées par Yasutaka Nakata.
| 1.  | The opening                                           | 1:12 |
| 2.  | Laser Beam (Album-mix) (レーザービーム （Album-mix）) | 3:10 |
| 3.  | GLITTER (Album-mix)                                   | 5:41 |
| 4.  | Natural ni Koishite (ナチュラルに恋して)              | 3:06 |
| 5.  | MY COLOR                                              | 5:04 |
| 6.  | Toki no Hari (時の針)                                 | 2:30 |
| 7.  | Nee (ねぇ)                                            | 4:27 |
| 8.  | Kasuka na Kaori (微かなカオリ)                        | 4:49 |
| 9.  | 575                                                   | 4:24 |
| 10. | VOICE                                                 | 4:12 |
| 11. | Kokoro no Sports (心のスポーツ)                       | 4:08 |
| 12. | Have a Stroll                                         | 4:37 |
| 13. | Fushizen na Girl (不自然なガール)                     | 3:58 |
| 14. | Spice (スパイス)                                      | 3:52 |

DVD de l'édition limitée
1. Spice – Vidéo Clip
2. Natural ni Koishite - Vidéo Clip
3. Laser Beam - Vidéo Clip FULL Ver.
4. Kasuka na Kaori - Vidéo Clip TV Ver.
5. Kasuka na Kaori - Vidéo Clip
6. Fushizen na Girl / Natural ni Koishite - SPOT TV
7. VOICE - SPOT TV
8. Nee - SPOT TV
9. Laser Beam / Kasuka na Kaori - SPOT TV
10. Spice - SPOT TV